# Поппер, Эрвин
Эрвин Поппер (нем. Erwin Popper; 9 декабря 1879, Вена — 28 сентября 1955, Лондон) — австрийский врач еврейского происхождения.
В 1903 г. получил степень доктора медицины, в 1904—1905 гг. стажировался в Виденской больнице в Вене, затем работал военным врачом, с 1911 г. преимущественно педиатр. В 1938 году эмигрировал в Великобританию, работал врачом в детских домах, затем в 1942—1945 гг. участковым врачом в Чешире и до конца жизни в лондонском районе Хендон.
Преимущественно известен совместной с Карлом Ландштейнером работой в 1908 году по исследованию полиомиелита: учёные доказали инфекционную природу заболевания, вызвав его передачу от одной обезьяны к другой; посвящённая этому результату работа «Передача острого полиомиелита у обезьян» (нем. Übertragung der Poliomyelitis acuta auf Affen) была опубликована в 1909 г. в журнале Zeitschrift für Immunitätsforschung und experimentelle Therapie (с нем. — «Журнал исследований иммунитета и экспериментальной терапии»).